# Diheteropogon
Diheteropogon là một chi thực vật có hoa trong họ Hòa thảo (Poaceae).

## Loài
Chi Diheteropogon gồm các loài:
- Diheteropogon amplectens
- Diheteropogon filifolius
- Diheteropogon hagerupii
- Diheteropogon microterus